# Brandenberg (Hürtgenwald)
Brandenberg ist ein kleiner Ort in der Eifelgemeinde Hürtgenwald (Kreis Düren). Der Ort zählt etwas mehr als 600 Einwohner.

## Lage
Der Ort liegt in der Rureifel und im Naturpark Nordeifel. Nachbarorte sind Bergstein, Kleinhau, und Obermaubach. Von Brandenberg aus besteht ein weiter Blick in die Kölner Bucht und die Zülpicher Börde. Auf der einen Seite des Bergrückens, auf dem der Ort erbaut wurde, fließt die Kall, auf der anderen Seite die Rur mit dem Stausee Obermaubach.

## Geschichte
Bodenfunde lassen auf eine erste Besiedlung in der Jungsteinzeit zwischen 3000 und 1800 vor Christus schließen. Urkundlich wird der Ort erstmals im Steuerverzeichnis der Dürener Waldgrafschaft im Jahre 1447 erwähnt.
Im Zweiten Weltkrieg wurde Brandenberg bei den Kämpfen im Hürtgenwald (Allerseelenschlacht) fast völlig zerstört.

### Kapelle

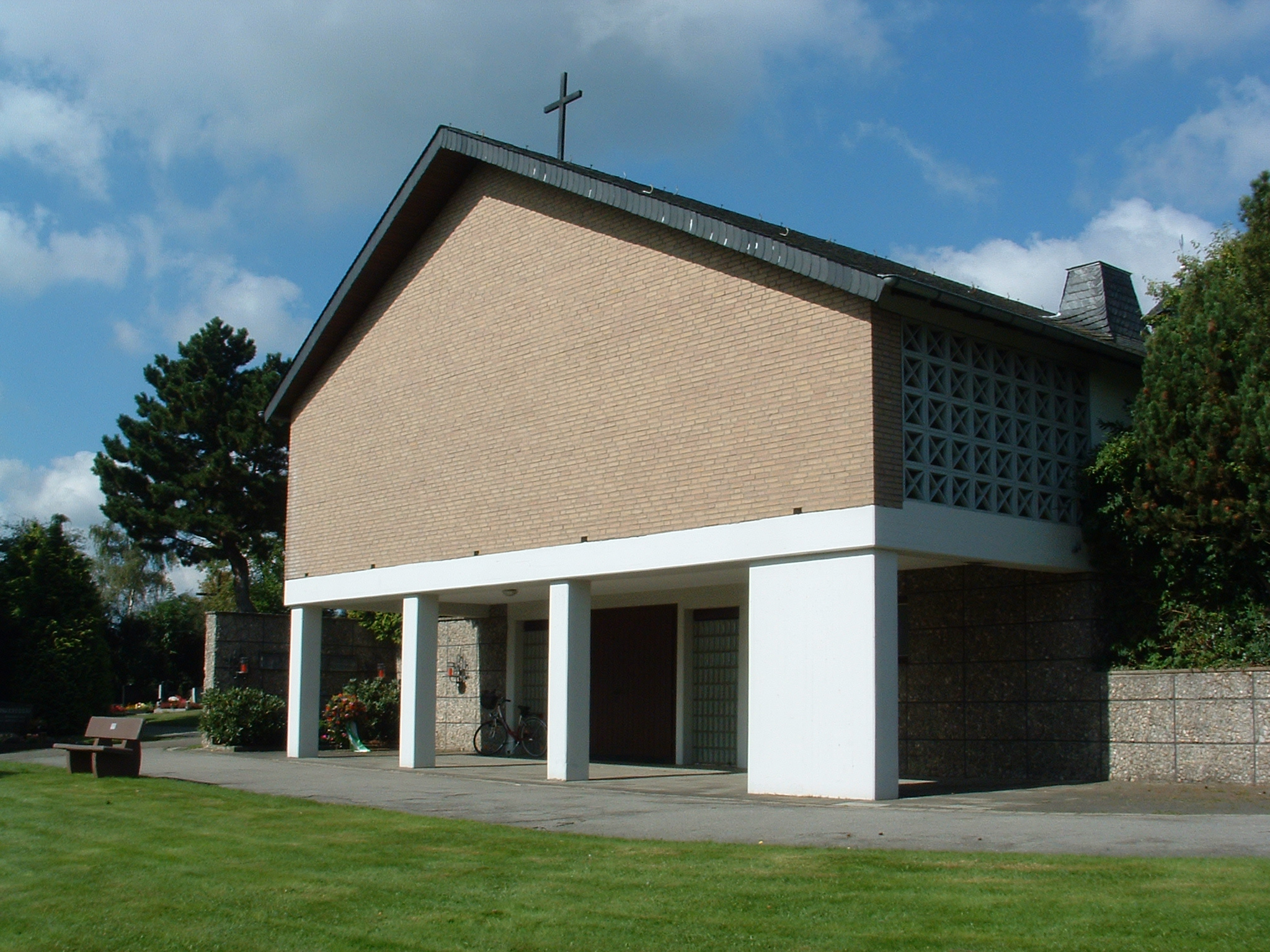
Kapelle Brandenberg, Gemeinde Hürtgenwald

### Neugliederung
Am 1. Juli 1969 schloss sich Brandenberg mit seinen Nachbargemeinden aus dem Amtsverband Straß-Bergstein freiwillig zur neuen Gemeinde Hürtgenwald zusammen.

## Verkehr
Neben dem Ort verläuft die Landstraße 11 von Kleinhau nach Zerkall. Der Ort hat keinen Durchgangsverkehr.
Busse des Rurtalbus fahren auf den AVV-Linien 285 und 286 durch den Ort. Bis zum 31. Dezember 2019 wurde die Linie 286 vom BVR Busverkehr Rheinland betrieben.
| Linie | Verlauf |
| ----- | --- |
| 285   | Kleinhau – Brandenberg – Bergstein – Zerkall – Brück – Nideggen |
| 286   | Düren Bf/ZOB – StadtCenter – Kaiserplatz – Rölsdorf – Birgel – Gey (– Horm / Straß) – Großhau – Kleinhau – (Brandenberg – Bergstein –) Hürtgen – Vossenack (– Schmidt) |

## Sonstiges
- In Brandenberg gibt es für die Orte Zerkall, Bergstein und Brandenberg einen Kindergarten.
- Zwischen Brandenberg und Kleinhau befindet sich eine 1800 m lange Natur-Motocross-Strecke mit Flutlicht, welche laut Flurkarte zu Brandenberg gehört.